# Ozanca, Gölmarmara
Ozanca là một xã thuộc huyện Gölmarmara, tỉnh Manisa, Thổ Nhĩ Kỳ. Dân số thời điểm năm 2011 là 2.194 người.